# Wolter Westerhues
Wolter Westerhues (ca. 1470 - 1548) was een geschut- en klokkengieter uit Münster en leerling van de Nederlandse meester in klokkengieten Geert van Wou. Sinds zeker 1499 woonde hij in Münster. Verschillende van zijn klokken zijn bewaard gebleven, onder andere in Warendorf (St. Bonifatius), Schüttorf (Evangelisch Gereformeerde Kerk), Lippborg (St. Cornelius en Cyprianus), Münster (Dom van Münster, Sint-Lambertuskerk, St. Liudgerkerk, Sint Mauritiuskerk), Senden (St. Laurentius), Ascheberg (St. Lambertus), Senden-Bösensell (St. Johannes Baptist), Albersloh (St. Ludgerus), Billerbeck (St. Johannis), Nordhorn (Sint-Ludgeruskerk) en in Holtwick (St. Nikolaus).